# 성주군수
성주군수는 경상북도 성주군의 군수이다.

## 같이 보기
- 성주군수 선거